# Ježíšova modlitba

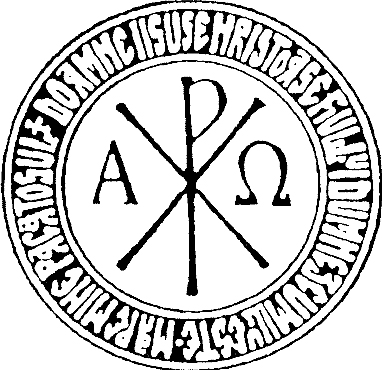
Christogram s Ježíšovou modlitbou v rumunštině: Doamne Iisuse Hristoase, Fiul lui Dumnezeu, miluieşte-mă pe mine păcătosul ("Pane Ježíši Kriste, Synu boží, smiluj se nade mnou hříšným"

Ježíšova modlitba je intimní křesťanská modlitba. Je užívána zejména v pravoslavných církví a v katolictví. 

## Provádění
Text modlitby je „Pane Ježíši Kriste, Synu boží, smiluj se nade mnou (hříšným)“. Tato věta je zpravidla pronášena opakovaně, často s pomocí tzv. modlitebních uzlíků (neboli čotek) a různých tělesných cvičení (poklon).
Ježíšova modlitba je dostupná každému, může ji vykonávat kdokoli, kdykoli a kdekoli a jakkoli často. Jiné kvality však modlitba dosahuje, je-li pronášena nepřetržitě a současně s prováděním tělesných cvičení.
Dle pravoslavných duchovních se však nemá jednat o mechanickou formulku ani meditaci. Doporučují však modlit se ji kdykoli a kdekoli a pokud možno neustále (tak činí pravoslavní mniši a mnišky).
K popularizaci této formy modlitby na Západě přispěly překlady ruského duchovního románu Upřímná vyprávění poutníka svému duchovnímu otci a spisy na Západě působících pravoslavných duchovních (v češtině např. Mnich východní církve: Vzývání Ježíšova jména; Kallistos Ware: Síla Jména).